# Maria Elisabeth van Saksen

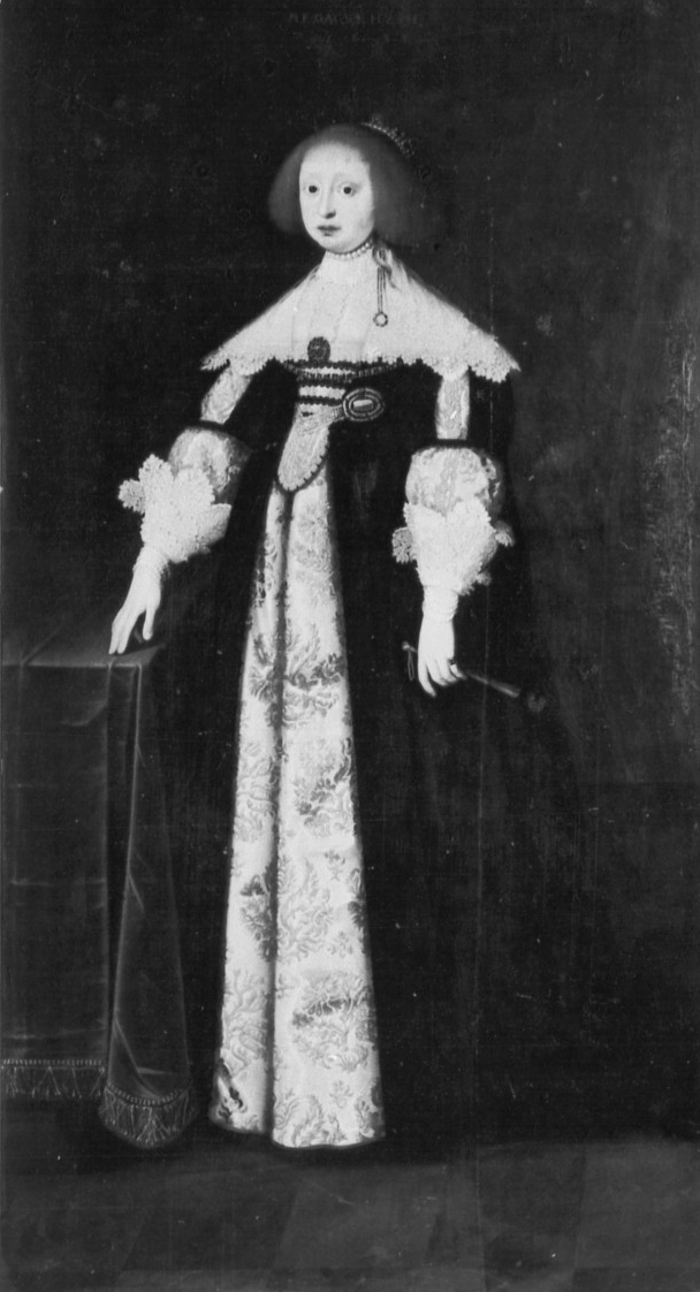
Maria Elisabeth van Saksen.

Maria Elisabeth van Saksen (Dresden, 22 november 1610 - Husum, 24 oktober 1684) was van 1630 tot 1659 hertogin van Sleeswijk-Holstein-Gottorp. Ze behoorde tot de Albertijnse tak van het huis Wettin.

## Levensloop
Maria Elisabeth was de tweede dochter van keurvorst Johan George I van Saksen en diens tweede echtgenote Magdalena Sibylla, dochter van hertog Albrecht Frederik van Pruisen.
In 1627 werd zij verloofd met hertog Frederik III van Sleeswijk-Holstein-Gottorp en op 21 februari 1630 vond in Dresden hun huwelijk plaats. Als bruidsschat bracht Maria Elisabeth schilderijen van Lucas Cranach de Oudere in haar huwelijk, wat in die tijd ongebruikelijk was.
Na de dood van haar echtgenoot in 1659 trok ze zich in 1660 terug in haar weduwegoed, het slot van Husum. Maria Elisabeth liet het slot in vroegbarokke stijl ombouwen en liet er zich gelden als patrones van kunst en cultuur. Onder Maria Elisabeth kende de stad Husum een bloeiperiode. Ze gold eveneens als de dragende persoonlijkheid van het geestelijk-culturele leven aan haar hof: in 1664 liet zij in Sleeswijk een lutherbijbel publiceren, in 1665 gevolgd door een kerkboek. In 1676 beval zij tevens de heruitgave van het hofgezangboek van Husum. 
In oktober 1684 stierf Maria Elisabeth op 73-jarige leeftijd.

## Nakomelingen
Maria Elisabeth en haar echtgenoot Frederik III kregen zestien kinderen:
- Sophia Augusta (1630-1680), huwde in 1649 met vorst Johan VI van Anhalt-Zerbst
- Magdalena Sibylla (1631-1719), huwde in 1654 met hertog Gustaaf Adolf van Mecklenburg-Güstrow
- Johan Adolf (1632-1633)
- Maria Elisabeth (1634-1665), huwde in 1650 met landgraaf Lodewijk VI van Hessen-Darmstadt
- Frederik (1635-1654)
- Hedwig Eleonora (1636-1715), huwde in 1654 met koning Karel X Gustaaf van Zweden
- Adolf August (1637-1637)
- Johan George (1638-1655)
- Anna Dorothea (1640-1713)
- Christiaan Albrecht (1641-1695), hertog van Sleeswijk-Holstein-Gottorp
- Gustaaf Ulrich (1642-1642)
- Christina Sabina (1643-1644)
- August Frederik (1646-1705), bisschop van Lübeck
- Adolf (1647-1647)
- Elisabeth Sophia (1647-1647)
- Augusta Maria (1649-1728), huwde in 1670 met markgraaf Frederik VII van Baden-Durlach.